# Río Guailas
El río Guailas o quebrada Guaylas, a veces Huaylas, es un curso natural de agua que nace en la sierra de Guailillas, en el límite internacional de Chile con Perú, en la Región de Arica y Parinacota y fluye con dirección general sureste hasta desembocar en el río Lluta.

## Trayecto
Nótese que la frontera internacional no es la divisoria de las aguas, por lo que es posible que ambos países compartan algunos cauces. La quebrada nace en la sierra de Guailillas y fluye con dirección general sureste y es cruzada en el kilómetro 131 del ferrocarril Arica-La Paz por un puente de 10 m de luz: 33  poco antes de desfogar en el río principal de la cuenca.

## Caudal y régimen
El documento de la Dirección General de Aguas informa sobre el comportamiento de los caudales a través del año:: 38 
Toda la cuenca del río Lluta presenta un régimen pluvial con crecidas importantes entre los meses de enero a marzo, producto de precipitaciones estivales debido al denominado “Invierno Altiplánico”. El período de estiaje en años secos para esta cuenca se prolonga por varios meses del año, desde abril hasta diciembre, debido a la escasez de precipitaciones, con algunas excepciones en ciertas estaciones fluviométricas, donde se aprecian pequeños aumentos de caudales en los meses de invierno, producto de precipitaciones esporádicas. Para la subcuenca alta, desde el nacimiento del río Lluta hasta la junta de la quebrada Aroma, y subcuenca media, desde la junta de la quebrada Aroma hasta la junta de la quebrada Cardones, se aprecia que estadísticamente el período de menores caudales ocurre en el trimestre septiembre, octubre, noviembre.
El río Guailas tiene un caudal escaso y seco.

## Historia
Luis Risopatrón escribió en 1924 en su obra Diccionario Jeográfico de Chile sobre el río:: 195 
Guaylas (Río). De corto curso i caudal corre hacia el SE en un Cajón que se encuentra pasto i se vacía en la marjen W del curso superior del rio Lluta, a corta distancia hacia el S del caserío de Patapatani. 116, p. 305.